# Isla Rebun

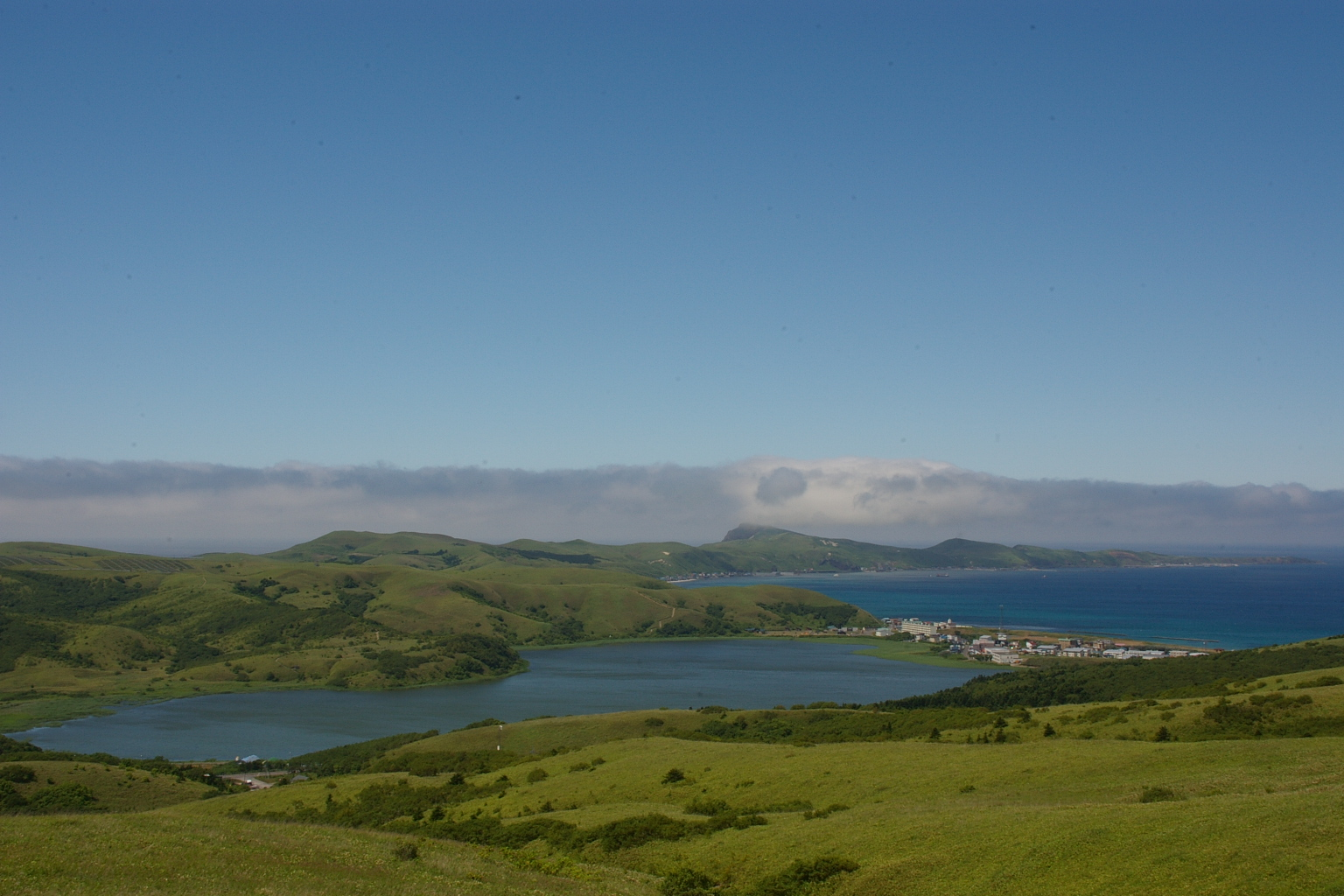
Vista del lago Kusyu en la isla Rebun.

La isla Rebun (en japonés: 礼文島, Rebun-tō; en ainu: Repun) es una pequeña isla costera de Japón que se encuentra en aguas del mar de Japón frente a la costa noroeste de la gran isla de Hokkaido. Administrativamente pertenece a la prefectura de Hokkaido y es parte del parque nacional de Rishiri-Rebun-Sarobetsu. La ciudad más grande de Rebun es Kafukakou, dentro de la isla se encuentra el lago Kusyu.
Es una isla alargada, que se extiende 29 kilómetros en dirección norte-sur y 8 kilómetros de este-oeste, con una superficie de unos 80 km². La isla es conocida por sus flores alpinas, algunas de ellas son únicas en el mundo, y por el recorrido de senderismo que va desde un extremo de la isla al otro, de norte a sur y que se puede dividir en dos secciones, conocido como el recorrido de senderismo de 4 horas. Además de este modo de conocer la isla, se puede alquilar un vehículo para recorrerla de un extremo a otro.

## Clima
| Parámetros climáticos promedio de Isla Rebun (1991–2020) | Parámetros climáticos promedio de Isla Rebun (1991–2020) | Parámetros climáticos promedio de Isla Rebun (1991–2020) | Parámetros climáticos promedio de Isla Rebun (1991–2020) | Parámetros climáticos promedio de Isla Rebun (1991–2020) | Parámetros climáticos promedio de Isla Rebun (1991–2020) | Parámetros climáticos promedio de Isla Rebun (1991–2020) | Parámetros climáticos promedio de Isla Rebun (1991–2020) | Parámetros climáticos promedio de Isla Rebun (1991–2020) | Parámetros climáticos promedio de Isla Rebun (1991–2020) | Parámetros climáticos promedio de Isla Rebun (1991–2020) | Parámetros climáticos promedio de Isla Rebun (1991–2020) | Parámetros climáticos promedio de Isla Rebun (1991–2020) | Parámetros climáticos promedio de Isla Rebun (1991–2020) |
| Mes                                                      | Ene.                                                     | Feb.                                                     | Mar.                                                     | Abr.                                                     | May.                                                     | Jun.                                                     | Jul.                                                     | Ago.                                                     | Sep.                                                     | Oct.                                                     | Nov.                                                     | Dic.                                                     | Anual                                                    |
| -------------------------------------------------------- | -------------------------------------------------------- | -------------------------------------------------------- | -------------------------------------------------------- | -------------------------------------------------------- | -------------------------------------------------------- | -------------------------------------------------------- | -------------------------------------------------------- | -------------------------------------------------------- | -------------------------------------------------------- | -------------------------------------------------------- | -------------------------------------------------------- | -------------------------------------------------------- | -------------------------------------------------------- |
| Temp. máx. abs. (°C)                                     | 6.9                                                      | 6.7                                                      | 11.0                                                     | 17.4                                                     | 20.8                                                     | 24.6                                                     | 29.9                                                     | 30.5                                                     | 29.0                                                     | 22.3                                                     | 15.5                                                     | 10.9                                                     | 30.5                                                     |
| Temp. máx. media (°C)                                    | -2.7                                                     | -2.1                                                     | 1.7                                                      | 6.6                                                      | 11.6                                                     | 15.9                                                     | 20.4                                                     | 22.6                                                     | 20.5                                                     | 13.9                                                     | 6.1                                                      | -0.3                                                     | 9.5                                                      |
| Temp. media (°C)                                         | -4.6                                                     | -4.3                                                     | -0.4                                                     | 4.1                                                      | 8.5                                                      | 12.8                                                     | 17.3                                                     | 19.7                                                     | 17.4                                                     | 11.2                                                     | 3.6                                                      | -2.4                                                     | 6.9                                                      |
| Temp. mín. media (°C)                                    | -6.5                                                     | -6.4                                                     | -2.4                                                     | 1.8                                                      | 6.0                                                      | 10.3                                                     | 14.9                                                     | 17.3                                                     | 14.5                                                     | 8.4                                                      | 1.2                                                      | -4.5                                                     | 4.6                                                      |
| Temp. mín. abs. (°C)                                     | -15.8                                                    | -17.1                                                    | -9.6                                                     | -5.7                                                     | 0.2                                                      | 4.0                                                      | 8.1                                                      | 10.9                                                     | 5.8                                                      | -1.1                                                     | -11.4                                                    | -13.4                                                    | -17.1                                                    |
| Precipitación total (mm)                                 | 46.4                                                     | 33.3                                                     | 34.8                                                     | 41.2                                                     | 68.4                                                     | 62.1                                                     | 93.8                                                     | 118.2                                                    | 117.9                                                    | 117.5                                                    | 106.5                                                    | 72.6                                                     | 912.7                                                    |
| Días de lluvias (≥ 1 mm)                                 | 17.9                                                     | 14.4                                                     | 10.9                                                     | 8.7                                                      | 9.7                                                      | 9.6                                                      | 7.5                                                      | 8.9                                                      | 10.5                                                     | 11.6                                                     | 12.9                                                     | 16.2                                                     | 138.8                                                    |
| Horas de sol                                             | 47.5                                                     | 72.2                                                     | 153.8                                                    | 192.7                                                    | 170.4                                                    | 125.9                                                    | 126.5                                                    | 154.2                                                    | 186.7                                                    | 159.6                                                    | 82.0                                                     | 42.5                                                     | 1514                                                     |
| Fuente n.º 1: Agencia Meteorológica de Japón             |                                                          |                                                          |                                                          |                                                          |                                                          |                                                          |                                                          |                                                          |                                                          |                                                          |                                                          |                                                          |                                                          |
| Fuente n.º 2: Agencia Meteorológica de Japón             |                                                          |                                                          |                                                          |                                                          |                                                          |                                                          |                                                          |                                                          |                                                          |                                                          |                                                          |                                                          |                                                          |